# Marco Patricelli
Marco Patricelli (Pescara, 11 dicembre 1963) è uno storico italiano, esperto dell'Europa del Novecento e della Seconda guerra mondiale.

## Biografia
È laureato in giurisprudenza e diplomato in conservatorio, dove ha frequentato i corsi di pianoforte e di composizione.
Collabora a giornali e riviste specializzate straniere.
È stato insignito del Premio Acqui Storia 2010 sezione storico divulgativa per Il volontario. Il Consiglio dei ministri della Repubblica di Polonia, presieduto dal premier Radosław Sikorski, lo ha insignito nel 2010 (primo italiano) dell'onorificenza di "Bene Merito" (Dobrej Zasługi lub Słusznej Nagrody) per i suoi studi sulla storia polacca.
Dai suoi lavori sono stati tratti la docufiction Natale di sangue - Ortona 1943 (Mediaset – ZDF) e il docufilm Liberate il Duce! (Rai 3 – La grande storia). È stato consulente storico per la Rai (Tg 1 Storia di Roberto Olla e Speciale TG1, Estovest, D-Day - I giorni decisivi con Tommaso Cerno) e autore del documentario in due parti 1943 - L'anno che... a cura di Carlo Gorla per la regia di Roberto Burchielli, in onda su Focus per l'80° dell'armistizio. 
Su incarico del Quirinale ha tenuto la relazione storica di fronte al Presidente della Repubblica Sergio Mattarella in occasione delle celebrazioni ufficiali del 73º anniversario della Liberazione (2018). Su invito del Ministero della Difesa ha fornito a Rai 1 contributi storici sul significato e sulla valenza della Festa della Repubblica (2018).
Scrive di storia, in particolare tematiche del Novecento, contemporanee e dell'area mitteleuropea, su Ansa Nuova Europa, La Verità, Il Carabiniere e List. È editorialista di Libero, si occupa di storia e cultura per AGI Agenzia giornalistica Italia e Mag 1861 ed è componente del comitato scientifico della Fondazione "Paolo Murialdi" di Roma, presieduta da Giulio Anselmi. 
Nei suoi libri ha sostenuto la falsità della propaganda nazista sul ruolo di Otto Skorzeny nella liberazione di Mussolini da Campo Imperatore (in "Liberate il Duce!"); dell'inutilità strategica della battaglia di Ortona (in "La Stalingrado d'Italia"); dei miti sulle cariche della cavalleria polacca e della distruzione e a terra dell'aeronautica polacca nella Campagna del 1939 (in "Le lance di cartone"); dell'arbitraria inclusione della Brigata Maiella tra le formazioni partigiane (in "Patrioti"); dell'indimostrabilità di un accordo tra italiani e tedeschi a garanzia dell'allontanamento da Roma della famiglia Savoia e del governo Badoglio (in "Settembre 1943"); del ruolo del capitano Witold Pilecki a riprova della conoscenza da parte alleata del sistema di Auschwitz (in "Il volontario"). All'ufficiale polacco ha dedicato un poema sinfonico per grande orchestra; la "Petite Suite Pilecki", in cinque quadri, è stata eseguita per la prima volta a Pescara dall'Orchestra del conservatorio "Luisa d'Annunzio" diretta da Adriano Melchiorre il 26 gennaio 2023 per il Giorno della memoria, alla presenza dell'ambasciatrice di Polonia Anna Maria Anders e di Lisa Billig (American Jewish Committee). Il 20 maggio 2023, in occasione del giubileo dell'arcivescovo di Cracovia Marek Jędraszewski, nella Sala Szymanowski l'Orchestra filarmonica di Cracovia diretta da Alexander Humala ha eseguito "Fides" dalla "Pilecki's Suite". Sue musiche sono state utilizzate come colonna sonora del documentario "Jugoslavia: la morte di un Paese" trasmesso da Focus, di cui ha curato anche la consulenza storica.

## Riconoscimenti
- Premio Guido Polidoro, L'Aquila 2001.
- Medaglia d'onore Associazione ex combattenti del 2º Corpo d'armata polacco del generale Anders, Cracovia 2005.
- Premio speciale Città delle rose, Roseto 2008.
- Premio Acqui Storia 2010 per Il volontario, biografia del capitano Witold Pilecki.
- Premio Rosone d'oro 2014 per l'attività di saggista.
- Premio Abruzzese dell'anno 2015 per l'attività di saggista.
- Premio internazionale d'eccellenza "Città del Galateo - Antonio De Ferraris", Roma 2021.

## Opere
- Liberate il Duce! Gran Sasso 1943, la vera storia dell'Operazione Quercia[19], Mondadori, Milano 2001, ISBN 978-88-04-48860-6 (Uwolnijcie Duce! Gran Sasso, 1943: prawdziwa historia Operacji "Eiche", Arte, Byała Podlaska 2017, ISBN 978-83-60673-17-1); (Osvoboďte duceho![20], Grada, Praha 2018, ISBN 9788842084358)[21].
- La Stalingrado d'Italia. Ortona 1943: una battaglia dimenticata[22], UTET Università, Torino 2002, ISBN 978-88-7750-790-7.
- Le lance di cartone. Come la Polonia portò l'Europa alla guerra[23], UTET Università, Torino 2004, ISBN 978-88-7750-860-7.
- I banditi della libertà. La straordinaria storia della Brigata Maiella, partigiani senza partito e soldati senza stellette, UTET Università, Torino 2005, ISBN 978-88-7750-975-8.
- L'Italia sotto le bombe. Guerra aerea e vita civile 1940-1945, Laterza, Roma-Bari 2007, ISBN 978-88-420-8435-8.
- Settembre 1943. I giorni della vergogna, Laterza, Roma-Bari 2009, ISBN 978-88-420-8827-1.
- Il volontario, Laterza, Roma-Bari 2010, ISBN 978-88-420-9188-2. (Le volontaire - Witold Pilecki, l'homme qui organisa la résistance dans le camp d'Auschwitz, JC Lattès, Parigi 2011, ISBN 9782709636636); (Ochotnik - O rotmistrzu Witoldzie Pileckim, Wydawnictwo Literackie, Cracovia 2011, ISBN 978-83-08-04731-6).
- Morire per Danzica, Hobby & Work, Milano 2011, ISBN 978-88-7851-972-5 (Umierać za Gdańsk, Ksiegarnia Bellona, Varsavia 2013, ISBN 978-83-1112-712-8)
- Patrioti. Storia della Brigata Maiella alleata degli Alleati, Ianieri, Pescara 2014, ISBN 978-88-97417-56-9.
- Il nemico in casa. Storia dell'Italia occupata 1943-1945[24], Laterza, Roma-Bari 2014, ISBN 978-88-581-1014-0.
- L'Italia delle sconfitte. Da Custoza alla ritirata di Russia, Laterza, Roma-Bari 2016 (ried. XXVI volume della Storia militare d'Italia, Il Giornale, Milano 2019, ISBN 978-88-581-2621-9[25].
- Il volontario - Storia della Shoah - XV volume, Milano, Laterza e Corriere della Sera, 2019, ISBN 977-20-380-8524-3.
- Diego Audero Bottero - Marco Patricelli - Norman Davies, Wojciech Narębski. Per la Nostra e la Vostra libertà. Dalla Siberia a Monte Cassino, Austeria, Cracovia 2020, ISBN 978-8378663942.
- Il partigiano americano. Una storia antieroica della Resistenza, Ianieri, Pescara 2020, ISBN 979-1280022288.
- Brigata Maiella - L'epopea dei volontari italiani nell'8ª Armata britannica, Rusconi, Santarcangelo (RN) 2021, ISBN 9788818036961.
- Tagliare la corda. 9 settembre 1943, storia di una fuga[26], Solferino, Milano 2023, ISBN 8828212624.

## Altri contributi
- Postfazione a Ben Pastor, Lumen, Hobby & Work, Bresso 2005, ISBN 9788804488606.
- Prefazione a Lorenzo Valloreja, Passione Angolana: storia inedita di lotte ed intrighi per la sopravvivenza ed il potere a Città Sant'Angelo, in Abruzzo Ulteriore, tra il XIII ed il XIX secolo, Ianieri Edizioni, Pescara 2012, ISBN 978-88-97417-27-9
- Prefazione a Władysław Anders, Memorie 1939-1946 - La storia del II Corpo polacco, Bacchilega, Imola 2014, ISBN 9788877507907[27].
- Poland in the Political and Military Strategy of Italy, October 1938-October 1939, in AA.VV., Polish Campaign 1939. Politics - Society - Culture, vol. I: Strategy, Museum Historii Polski - Wydawnictwo Neriton, Varsavia 2013, ISBN 978-83-7543-282-4[28].
- AA.VV., Ricordare il 2º Corpo d'Armata polacco in Italia (1943-1946) - Inter arma non silent Musae, Fondazione Romana Marchesa J.S. Umiastowska, Roma 2014.
- AA.VV., Ettore Troilo, Brigata Maiella e nascita della Repubblica, Menabò-Fondazione PescarAbruzzo, Ortona 2015, ISBN 9788877509758.
- Prefazione e Don Carlo Gnocchi, Chrystus wśród strzelców alpejskich, Arte, Byała Podlaska 2015, ISBN 9788842084358.
- Introduzione a Diego Audero Bottero (a cura di), 600.000 volte no - Storia degli Imi nel Governatorato generale / 600.000 razy nie – historia internowanych żołnierzy włoskich w Polsce, Wydawnictwo Penelopa, Warszawa 2017, ISBN 9788842084358.
- Timeless Udební Inspirace / Musical Inspiration, [saggi su Igor F. Stravinskij, Fryderyk Chopin e Pëtr I. Čajkovskij] Národní Divadlo, Praha 2017, ISBN 9788842084358.
- Włoscy żołnierze w austro-węgierskich i niemieckich obozach jenieckich podczas I wojny światowej (The Italian Soldiers in Austro-Hungarian and German Pow Camps during World War I), in AA.VV, Łambinowicki Rocznik Muzealny, Jeńcy wojenni w latach II wojny światowej, Opole 2017, ISSN 0137-5199.
- Collaborazione ai testi a Roberto Giacobbo-Livio Zerbini, Il segreto di Annibale. 218 a.C., il viaggio che cambiò la storia, Rai Eri, 2018, ISBN 9788839717405.
- Introduzione a Henryk Grynberg, I bambini di Sion, Felici, Pisa 2019, ISBN 9788869400667.
- Testi e curatela di Lucio Fumo, Rapsodia in blue note - Storia di Pescara Jazz, Ianieri, Pescara 2019, ISBN 9788894890884.
- Mutatis mutandis: Evita Perón, postfazione a Luigi Sandirocco, Il mito del potere, Aracne, Roma 2019, ISBN 9788825517064.
- Vincenzo Maria Palmieri, il testimone italiano di Katyn', in AA.VV. (a cura di Jerzy Miziołek), Italia e Polonia 1919-2019 / Włochy i Polska (1919-2019). Sto lat wspólnej fascynującej podróży, Wydawnictwa Uniwersytetu Warszawskiego 2019, ISBN 9788323541325.
- Sprzymierzeńcy Generała Andersa: Brygada Maiella, in AA.VV. (a cura di Tadeusz Wolsza - Wiesław Jan Wysocki - Tomasz Siewierski), 2. Korpus w bitwie o Monte Cassino - stan badań w 75-lecie bitwy, Muzeum Łazienki Królewskie - Politechnika Koszalińska (Monografie nr 365), Warszawa 2019, ISBN 9788364178788, ISSN 0239-7129.
- Prefazione a Saverio Malatesta, La tigre sulla Linea Gustav - Le battaglie dell'8ª Divisione indiana dal fiume Sangro a Ortona, Abruzzo Menabò, Ortona 2020, ISBN 9788831922425.
- Brigata Maiella, in Tommaso Piffer (a cura di), Le formazioni autonome nella Resistenza italiana, Marsilio, Venezia 2020, ISBN 9788829700417.
- Una città con le radici saldamente poggiate nel futuro, in Anna Maria Ioannoni Fiore - Riccardo Graciotti (a cura di), Il conservatorio nella città - Per i 50 anni della statizzazione del Conservatorio "Luisa d'Annunzio" di Pescara (1969-2019), Libreria Musicale Italiana, Lucca 2020, ISBN 978-88-5543-071-5.
- Prefazione ad Antonio Andreucci, I Moti del pennacchio - Pescara, Reggio e L'Aquila. Le barricate per il capoluogo, One Group Edizioni, L'Aquila 2021, ISBN 9788889568941
- Introduzione ad Antonio Di Gregorio - Alessio Meuti, Aviatori abruzzesi e molisani della Prima guerra mondiale, Edizioni Mondo Nuovo, Pescara 2023, ISBN 9791281202252

## Onorificenze

### Onorificenze straniere
Testimone della Storia (Świadek Historii - Polonia)
«È un esperto e un divulgatore instancabile della storia polacca in Italia, autore di numerose pubblicazioni sulle vicende della Polonia durante la seconda guerra mondiale, autore della prima biografia di Witold Pilecki, premiata in Italia. Diffonde la conoscenza delle sorti della Polonia attraverso programmi TV, libri e articoli».
- Conferito dall'Istituto Nazionale per la Memoria (Instytut Pamięci Narodowej).
Varsavia, 27 ottobre 2021.